# Glasovanje unaprijed
Glasovanje unaprijed (također glasovanje prije vremena) je birački proces u kojem je biračima dana mogućnost glasovati prije izbornog dana utvrđenog rasporedom. Glasovanje unaprijed može biti daljinski, poput glasovanja poštom ili osobno, na za to posebno određenim izbornim mjestima. Dostupnosti i vremenska razdoblja za glasovanja unaprijed variraju po zakonodavstvima i vrstama izbora. Cilj glasovanja unaprijed jest povećati sudjelovanje birača i rasteretiti birališta na dan izbora.
Ljudi koji glasuju ranije od predviđenog roka obično su osobe koje su na dan izbora izvan svoje izborne jedinice, radnici na biralištima, radnici izborne kampanje, medicinsko osoblje koje radi na taj dan, osoblje koje zbog vjerskih razloga ne može biti na biralištu i drugi. Broj birača koji glasuju ranije povećao se posljednjih godina. Zbog pojave da se tlo našlo bezuvjetno glasovanje unaprijed bez mogućnosti opravdanja za izostanak, javljaju se primjedbe da takve pojave ozbiljno ugrožavaju demokratski proces.